# Menkauhór
Menkauhór (más néven Ikauhór, Menkauhór Kaiu; ógörögül: Μεγχερῆς, átírással: Menkherész) az ókori egyiptomi V. dinasztia hetedik uralkodója, az i. e. 25. század végén vagy az i. e. 24. század elején (i. e. 2399–2390 körül).
Menkauhór nyolc vagy kilenc évig uralkodott, elődje Niuszerré volt, utódja Dzsedkaré Iszeszi. Bár Menkauhórt jó pár történelmi forrás említi, uralkodása idejéből kevés lelet maradt fenn. Emiatt nem tisztázott, milyen rokonsági kapcsolatban állt elődjével és utódával, emellett gyermekeit sem sikerült azonosítani. Anyja III. Hentkauesz lehetett, akinek sírját 2015-ben fedezték fel.
Építkezései mellett egyetlen ismert tevékenysége az, hogy expedíciót indított a Sínai-félsziget réz- és türkizbányáiba. Menkauhór naptemploma, az Ahetré („Ré horizontja”) az utolsó naptemplom, amely valaha épült, de egyelőre csak papjainak sírfeliratairól ismert, helyét még nem sikerült azonosítani. Menkauhórt egy kis szakkarai piramisba temették, melynek ókori neve Netjer-iszut Menkauhór, „Menkauhór isteni helyei”, ma azonban fejetlen piramisként ismert, és 2008-as felfedezéséig homok fedte romjait.
Menkauhór hosszú időn át fennmaradt halotti kultusza egészen az Óbirodalom végéig tartott, és a szükséges áldozatokat legalább hét mezőgazdasági birtok biztosította. Az istenített Menkauhór kultusza az Újbirodalom idején ismét megjelent – ekkor az uralkodót „A Két Föld erős ura, Menkauhór, az igaz hangú” néven ismerték –, és legalább a XIX. dinasztia koráig tartott, vagyis halála után 1200 évvel még létezett.

## Említései

### Korabeli említései

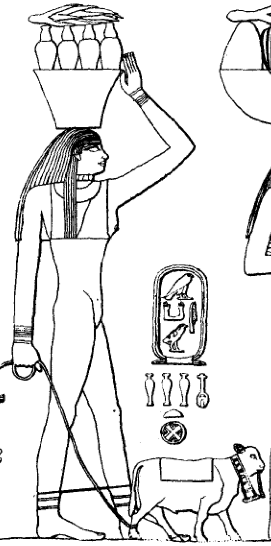
Menkauhór egyik birtokának megszemélyesítése Ptahhotep szakkarai sírjában

Az V. dinasztia többi uralkodójához képest Menkauhórnak viszonylag kevés említése maradt fenn. Neve ettől függetlenül számos helyen szerepel az V. dinasztia idején élt papokés hivatalnokok nevében és címeiben, valamint a halotti kultuszával kapcsolatban álló birtokok nevében. A Menkauhór idejéből származó tárgyi leletek közül megemlítendő két, a nevével ellátott kőedény Noferefré piramisának halotti templomából – ezeket valószínűleg maga Menkauhór adományozta Noferefré halotti kultusza számára–, valamint pár pecsét, amely ugyanebből a templomból került elő, illetve a Dzsedkaré családi temetője nevű helyről, szintén Abuszírből. A Menkauhór Hórusz-nevét vagy piramisának nevét viselő pecséthengerek lenyomatait megtalálták Niuszerré sírkomplexumában, valamint a gízai és a gebeleini nekropoliszban is.
Egy arany pecséthenger, melyen Menkauhór kártusa szerepel piramisa nevének részeként, Dzsedkaré szerehjével együtt, napjainkban a Bostoni Szépművészeti Múzeumban található (katalógusszám 68.115). A pecsét, melyet állítólag Anatólia nyugati részén, a Paktolosz folyó völgyének közelében találtak, bizonyítéka lehet annak, hogy az V. dinasztia idejében ilyen messzi területekkel is folyt kereskedelem, a lelőhely azonban nem bizonyított, és Karin Sowada régész a pecsét eredetiségében is kételkedik.
Egyetlen, teljes bizonyossággal neki tulajdonítható óbirodalmi ábrázolása, amely napjainkig fennmaradt, egy durva kialakítású, valószínűleg befejezetlen alabástrom szobrocska, amely Menkauhórt trónon ülve ábrázolja, a szed-ünnepen viselt szűk ceremoniális köntösben. A 47,5 cm magas szobor Felső-Egyiptom fehér koronájával ábrázolja az uralkodót, szeme kohllal festve, álszakállal, mely sérülten maradt fenn. A szobrot a lábától jobbra lévő felirat azonosítja Menkauhórként. A szobrot egy újbirodalmi cachette-ben (rejtekhelyen) fedezték fel; ezt az Újbirodalom vége felé alakították ki egy, a memphiszi Ptah-templom szent tavától nyugatra álló helyiség padlója alatt. Jocelyn Berlandini egyiptológus feltételezése szerint egy másik, többnyire Tetinek tulajdonított szobor is Menkauhórt ábrázolhatja; feltevését egyrészt stilisztikai alapokra helyezi – mivel a szobor hasonlít Menkauhór ülőszobrára –, másrészt lelőhelyére, ugyanis Teti piramisától keletre találták, közel Menkauhór piramisához. A szobor ma Kairóban, az Egyiptomi Múzeumban található (katalógusszám: JE 39013.).
Menkauhór monumentális emlékművei közül csak kettőt ismerünk, egy sziklafeliratot a Sínai-félszigeten lévő Vádi Magarában, ahol titulatúrája olvasható, valamint egy durván kidolgozott, a kártusával ellátott sztélét, a szakkarai 904-es masztabából.

### Ókori említései
Menkauhórt három hieroglif forrás említi, melyek mindegyike sokkal későbbi, az Újbirodalom korából származik. Neve a 31. helyen szerepel az abüdoszi királylistán, melyet I. Széthi (i. e. 1290–1279) uralkodása alatt véstek fel az abüdoszi templom falára. Említi a szakkarai királylista (30. hely) és a torinói királylista (harmadik oszlop, 23. sor) is, melyek II. Ramszesz uralkodása alatt (i. e. 1279–1213) készültek. A torinói királylista nyolc uralkodási évet tulajdonít Menkauhórnak. Ezek a források azt mutatják, Menkauhór a dinasztia hetedik királya volt, és Niuszerrét követte a trónon, őt magát pedig Dzsedkaré Iszeszi követte.
Valószínűleg említette Menkauhórt az Aegyptiaca is, az Egyiptom történetét feldolgozó mű, melyet II. Ptolemaiosz (i. e. 283–246) uralkodása idején írt egy Manethón nevű egyiptomi pap, ennek szövegéből azonban semmi nem maradt fenn, tartalma kizárólag Sextus Julius Africanus és Kaiszareiai Euszebiosz későbbi írásaiból ismert. Africanus megjegyzi, hogy az Aegyptiaca említett egy „Menkherész” nevű fáraót, aki kilenc évig uralkodott, az V. dinasztia hetedik királyaként. „Menkherész” valószínűleg Menkauhór, és az Africanus által említett kilenc évnyi uralkodási idő nagyjából megegyezik a nyolc évvel, amit a torinói királylista tulajdonít neki; a legtöbb egyiptológus, köztük Hartwig Altenmüller az utóbbit tartja valószínűbbnek.

## Családja

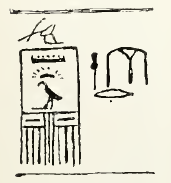
Menkauhór pecséthengerének rajza

### Neve
Menkauhór neve – „Hórusz kái örökkévalóak” – változást jelent dinasztiája korábbi uralkodóinak nevéhez képest; nyolcvan év óta ő az első uralkodó, akinek nevében nem szerepel Ré napisten neve, ellenben jól illik dinasztiája hercegei nevéhez – Niuszerré fia például a Hentikauhór, „Hórusz kái az élen”, Dzsedkaré egyik fia pedig a Neszerkauhór nevet viselte.

### Filiációja
Mivel uralkodása idejéből kevés a korabeli forrás, nem lehet teljes bizonyossággal megállapítani, milyen kapcsolat fűzte Menkauhórt elődjéhez, Niuszerréhez, illetve utódjához, Dzsedkaréhoz. Lehetséges, hogy Menkauhór apja Niuszerré volt, akiről tudni, hogy volt egy Hentikauhór nevű fia, akit említenek egy domborművön Niuszerré anyja, II. Hentkauesz sírkomplexumában. Hentikauhór és Menkauhór nevének hasonlósága alapján Miroslav Verner és Vivienne Callender egyiptológusok felvetették, hogy a két személy azonos lehet, és Hentikauhór nevet változtatott, mikor trónra lépett. Ennek az elméletnek talán ellentmond egy felirat, melyet 2008-ban fedeztek fel egy meg nem nevezett uralkodó legidősebb fia, Werkauré masztabasírjában. Ez a felirat említ egy bizonyos Menkauhórt, de királyi címek nélkül. Hana Vymazalová és Filip Coppens egyiptológusok szerint ez a felirat a jövőbeli uralkodóra, Menkauhórra utal, még herceg korában. Úgy vélik, lehetséges, hogy a herceg adományozta a jó minőségű kőtömböket lehetséges rokona sírjához, ami magyarázatot adna a feliratra. Ez ellentmondana annak, hogy Menkauhór Hentikauhórral azonos; Vymazalová és Coppens ennek alapján azt feltételezik, hogy testvérek voltak, és Niuszerré fiai.
Menkauhór anyjának kiléte szintén bizonytalan. 2015 januárjában cseh régészek felfedezték III. Hentkauesz királyné és anyakirályné sírját a Noferefré abuszíri piramisát körbevevő nekropoliszban. A sírban talált pecsétek alapján Hentkaueszt Niuszerré uralkodása alatt temették el. Mivel Niuszerré anyja II. Hentkauesz volt, ez azt sugallja, az újonnan felfedezett királyné Menkauhór anyja lehetett. Sírjának elhelyezkedése – közel Noferefré piramisához – arra utal, ennek az uralkodónak a felesége lehetett, így Noferefré lehetett Menkauhór apja.

### Feleségei és gyermekei
Menkauhór egy királynéját sem sikerült teljes bizonyossággal azonosítani. Wilfried Seipel egyiptológus felvetette, hogy I. Huit az ő egyik felesége lehetett; A Huit sírját körülvevő sírok datálása alapján Seipel felvetette, hogy a királyné az V. dinasztia korának közepén élhetett. Kizárásos alapon a korszak minden uralkodójához rendelt ismert királynékat, és csak Menkauhór maradt, akihez nem sikerült. Érveit kritizálta Michel Baud egyiptológus, azon az alapon, hogy egy uralkodónak több felesége is lehetett. Szakkarai sírja, az S82 datálása és elhelyezkedése alapján IV. Mereszanh szintén felmerült Menkauhór lehetséges feleségeként, de az is lehetséges, hogy Dzsedkaré felesége volt.
Nincs bizonyíték rá, hogy utóda, Dzsedkaré Menkauhór fia lett volna, de nem is zárható ki. Szakkarai sírjuk elhelyezkedése és datálása alapján két hercegről feltételezték, hogy Menkauhór fia lehetett: az S80 sírba temetett Raemka valamint az S84 sírba temetett Kaemtjenent hercegről; mindkettejüket IV. Mereszanh fiának tartják, így lehetnek Dzsedkaré fiai is.

## Uralkodása

### Uralkodásának hossza

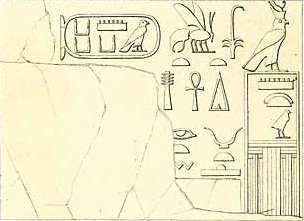
Menkauhór reliefje a Vádi Magarában. Felirata: „Hórusz-Menhau, Felső- és Alsó-Egyiptom királya, Menkauhór, élet, üdv, egészség és [uralom neki örökké]. Megbízatás, melynek végrehajtója […]” Ma az Egyiptomi Múzeumban, katalógusszám JE 38566

Kevés kortárs említése miatt Menkauhór uralkodását az egyiptológusok a sokkal későbbi forrásokból kiindulva 8–9 évre teszik. Kis ülőszobra, melyen a szed-ünnepen szokásos öltözéket viseli, azt sugallja, hosszabb ideig uralkodhatott, mivel erre az ünnepségre tipikusan a 30. uralkodási évben került sor, Hartwig Altenmüller szerint azonban nem valószínű, hogy ennyi ideig uralkodott. Magának az ünnepségnek az ábrázolása önmagában még nem utal hosszú uralkodásra, például Szahurét is ábrázolják ilyen öltözékben a halotti templomában, de mind a történelmi források, mind a régészeti bizonyítékok arra utalnak, kevesebb mint 14 évig uralkodott.

### Tevékenysége
Mivel kevés tárgyi lelet és felirat maradt fenn uralkodása idejéből, tevékenysége kevéssé ismert. Expedíciót küldött a Sínai-félszigetre, a Vádi Magara réz- és türkizbányáiba. Ez egy sérült sziklafeliratból ismert, amelyen Menkauhór titulatúrája szerepel; ez egyike 
az uralkodó kevés említésének, amely még életében készült. A Sínai-félsziget bányáit a III. dinasztia (i. e. 2686 BC–2613) idejében kezdték kitermelni; Menkauhór elődje, Niuszerré, és utóda, Dzsedkaré is küldött ide expedíciót.
Menkauhórnak két nagyobb építkezése ismert: naptemploma Ré tiszteletére, valamint piramisa, amely ma „fejetlen piramis” néven ismert.

#### Naptemploma
Menkauhór volt az utolsó, aki követte az Uszerkaf által alapított hagyományt, és templomot emelt Ré napistennek. Utódai, Dzsedkaré és Unisz felhagytak ezzel a szokással, mivel Ré kultusza visszaszorult, és Oziriszé került az előtérbe. Mivel Menkauhór naptemplomával kapcsolatban kevés dokumentum került elő, a templom valószínűleg csak rövid ideig működött, vagy be sem fejezték.
A naptemplom az Ahet-Ré nevet viselte, amelynek fordítása „Ré horizontja” vagy „Ré előjövetelének helye”. A templomot még nem találták meg, valószínűleg homok fedi valahol Szakkarában vagy Abuszírben. Létezése azoknak az V. és VI. dinasztia kori hivatalnokoknak a sírjából ismert, akik Ré papjaként szolgáltak a templomban: a Gízában eltemetett Hemu, valamint a Szakkara északi részén eltemetett Noferiretptah és Raemanh.  Amellett, hogy az Ahet-Ré papjaként szolgált, Noferiretptah Menkauhór piramisának a papja is volt, valamint a királyi palota értéktárgyainak felügyeletéért is felelt. A sírokban talált feliratok mellett egy pecsét is említi a templom nevét; ez Hamerernebti hercegnő sírjából került elő, Niuszerré abuszíri halotti temploma közeléből, és ma Berlinben található (katalógusszám 16760.) A pecsétet egy nagyméretű edényen találták, ami arra utal, a királyi család tagjainak sírjához az ellátmányokat Menkauhór templomától indították útnak Niuszerré piramiskomplexuma felé.

#### Piramisa

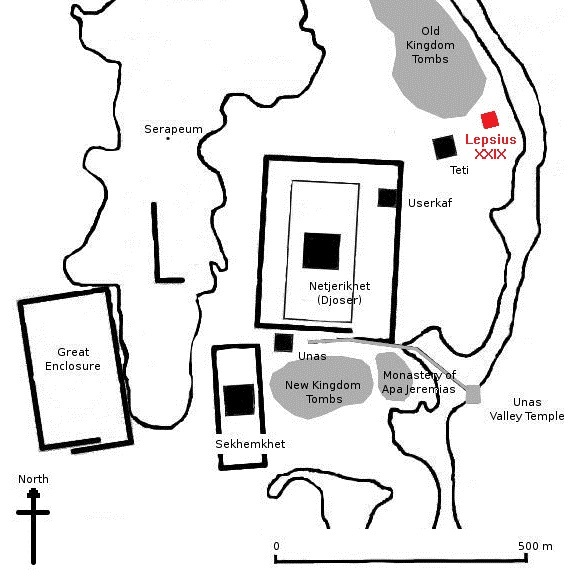
Menkauhór piramisa (Lepsius XXIX)

Menkauhór Szakkara északi részén épített piramist, ezzel elhagyta az abuszíri királyi nekropoliszt, ahová a 80 évvel korábban uralkodott Szahuré ideje óta temették az V. dinasztia uralkodóit. Ennek az lehetett az oka, hogy Abuszír Menkauhór uralkodásának elejére már kezdett zsúfolttá válni. A piramis, melynek eredeti neve Netjer-iszut Menkauhór („Menkauhór isteni helyei”) volt, ma Lepsius XXIX néven ismert, Karl Richard Lepsius nyomán, aki 1843-ban felfedezte. Romos állapota miatt arabul „fejetlen piramis” néven lett ismert. A piramis a 20. század elejére eltűnt a homok alatt, így vitatottá vált, hogy valóban Menkauhóré-e; felmerült, hogy az első átmeneti kori Merikaré-piramisról van szó, amelyet még nem találtak meg. 2008-ban a Lepsius által azonosított piramist ismét felfedezte egy Zahi Hawass vezette régészcsoport, és építési módszereinek vizsgálata alapján gyorsan bebizonyosodott, hogy Lepsius helyesen azonosította V. dinasztiabeli piramisként. A feltárások során az építtető nevét ugyan nem találták meg, de Menkauhór volt a dinasztia egyetlen királya, akinek piramisát még nem találták meg, így a tudósok hivatalosan is elismerték ezt a piramist az ő piramisaként.
A piramis észak-déli, kelet-nyugati tengelyre épült. Alapjának oldala 50-60 méteres lehetett, eredeti magassága 40–50 m, ezzel az Óbirodalom egyik legkisebb uralkodói piramisa volt. Bizonyíték van rá, hogy Menkauhórnak volt elég ideje befejezni a piramist, amelynek kis mérete így megfelel a király rövid uralkodási idejének.
Az építmény északi oldalán található a föld alatti kamrarendszer bejárata, melyet két gránitlap fed, jelezve, hogy sor került a temetkezésre. A sírkamrában szürkéskék bazaltból készült, törött szarkofágfedelet talált Cecil Mallaby Firth, aki 1930-ban rövid ideig ásatást folytatott itt.

## Halotti kultusza

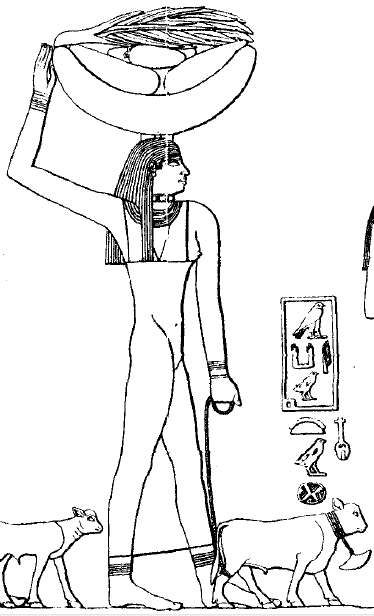
Menkauhór megszemélyesített Ḥwt birtoka Ptahhotep sírjában

### Az Óbirodalom idején
Halála után Menkauhór halotti kultuszban részesült, melynek középpontjában piramiskomplexuma állt. A kultusz legalább a VI. dinasztia második feléig fennállt, azaz a halála után közel 150 évvel még létezett. A kultusz ellátásáról a még Menkauhór uralkodása idején erre a célra alapított mezőgazdasági birtokok gondoskodtak. Innen a király naptemplomához és halotti templomához szállították az ellátmányt, majd szétosztották a kultusz papjai között, akik felhasználhatták saját maguk ellátására, valamint halotti kultuszukhoz. Menkauhór halotti kultusza birtokainak megszemélyesített ábrázolásai szerepelnek a papok masztabasírjainak falain, az ábrázolásokon áldozatot visznek. A legtöbb ilyen ábrázolás Észak-Szakkarából származik, a Dzsószer-piramiskomplexum közeléből. Ezen a területen áll Noferiretptah, Raemanh, Duaré, Iti, Szehemnofer, Sznofrunofer, Ahethotep, Ptahhotep és Kednesz sírja; ők mind Menkauhór halotti kultuszának papjai voltak. A kultusz további papjainak sírjai innen északra, Gízában, illetve Abuszír déli részén találhatóak, köztük Iszesziszeneb és Rahotep masztabája.
Menkauhór birtokai közül legalább hétnek ismert a teljes neve. A Noferheszut Ikauhór (nfr-ḥs.wt ỉk3w-ḥr, „Ikauhór tökéletes kegyű”)} és a Heszut Ikauhór (ḥs.wt ỉk3w-ḥr, „Ikauhór kegye”) birtokot Ptahhotep és Ahethotep sírjában említik; a Noferanh Ikauhór (nfr-ˁnḫ ỉk3w-ḥr, „Ikauhór tökéletes életű”) birtokot II. Ptahhotep sírjában; a Szanh Hór-kema Ikauhór (sˁnḫ ḥr qm3 ỉk3w-ḥr, „Hórusz-Kema élteti Ikauhórt”), az Uah Ikauhór (w3ḥ ỉk3w-ḥr, „Ikauhór erős” vagy „Ikauhór gyarapszik”), a Mer-Szesat Ikauhór (mr sš3.t ỉk3w-ḥr, „Szesat szereti Ikauhórt”) és a Mer-Matit Ikauhór (mr m3tỉt ỉk3w-ḥr, „Matit szereti Ikauhórt”; Matit egy oroszlánistennő, akit az Óbirodalom idején tiszteltek Dejr el-Gabrawi környékén) Szenedzsemib Inti, Szenedzsemib Mehi és Hemu sírjában. Emellett ismert a király ḥwt-birtoka, amely a halotti templom földbirtokait jelenti, ennek neve Hut noferhau Menkauhór, ḥwt nfr-ḫ3.w mn-k3.w-ḥr, „Menkauhór megjelenései tökéletesek”.

### Az Újbirodalom idején

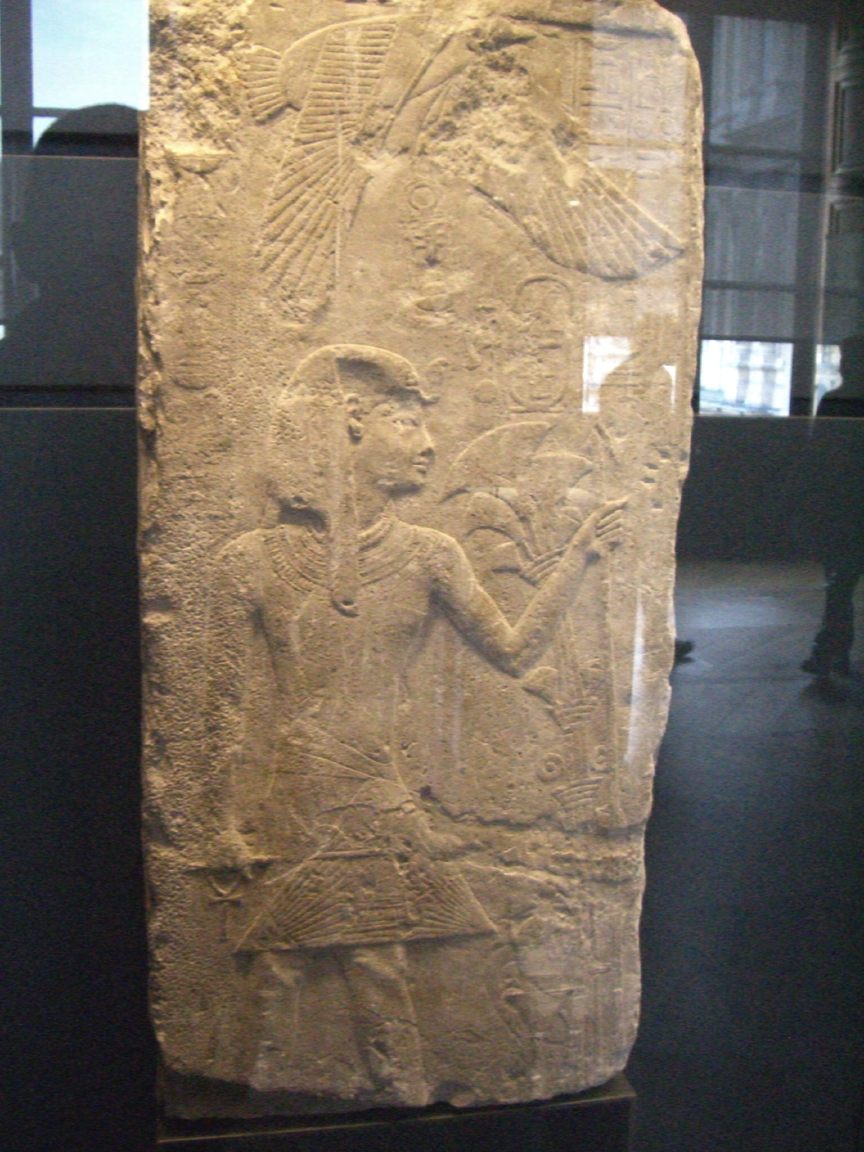
Menkauhór egy sztélén Ameneminet sírjában (Louvre)

Menkauhór kultusza az újbirodalom idején feléledt. Ebben az időben a szakkarai nekropolisz helyi istenségeként tisztelték, aki közbenjárt az isteneknél, és „a Két Föld erős ura, Menkauhór, az igaz hangú” néven említették (ez a címe Thuthu sírjában szerepel; egyiptomi nyelven wsỉr nb-t3.wỉ mn-k3.w-ḥr m3ˁ-ḫrw Kultuszát bizonyítják a reliefek Ameneminet, a kézművesek és ékszerészek elöljárójának sírjában, valamint Thuthu orvos sírjában; mindketten a XVIII. dinasztia korának végén éltek, Tutanhamon, Ay és Horemheb idején, és Szakkara északi részén temetkeztek.
Egy XIX. dinasztia kori feliratos kőtömb, melyet Lepsius talált egy abuszíri házban, Menkauhórt trónon ülve ábrázolja négy másik, istenített óbirodalmi uralkodóval együtt; az első neve csak részben maradt fenn, de valószínűleg Sznofru az, mellette Dzsedefré, Menkauré, Menkauhór, végül Noferkaré (II. Pepi). A sírtulajdonos adoráló kéztartással áll előttük. A kőtömb ma Berlinben található (katalógusszám Berlin NI 1116). Egy másik, ugyanebben a korban készült reliefen ugyanez a jelenet látható; Mahi észak-szakkarai sírkápolnájának ajtókeretén látható. Itt négy, istenített óbirodalmi uralkodó szerepel, akik mind Szakkarában építették piramisokat: Dzsószer, Teti, Uszerkaf és Menkauhór.
Menkauhórnak a XVIII. dinasztia korának végén és a XIX. dinasztia idején fennálló kultusza alighanem abból ered, hogy piramisa az Ápisz-bikák temetkezési helye (a későbbi Szerapeum) felé vezető út közelében állt.

## Titulatúra
A fáraók titulatúrájának magyarázatát és történetét lásd az Ötelemű titulatúra szócikkben.
| G5 |

| G5 |

| Y5 | N28 | G43 |

| Y5 | N28 | G43 |

| Y5 | N28 | G43 |

| Y5 | N28 | G43 |

| G5 |

| G5 |

| Y5 | N28 | G43 |

| Y5 | N28 | G43 |

| Y5 | N28 | G43 |

| Y5 | N28 | G43 |

| G16 |

| G16 |

|  |

| G16 |

| G16 |

|  |

| G8 |

| G8 |

| T3 | G8 |

| T3 | G8 |

| G8 |

| G8 |

| T3 | G8 |

| T3 | G8 |

| M23 | L2 |

| M23 | L2 |

| G5 | Y5 | D28 · D28 | D28 |

| G5 | Y5 | D28 · D28 | D28 |

| G5 | Y5 | D28 · D28 | D28 |

| G5 | Y5 | D28 · D28 | D28 |

| G5 | Y5 | D28 · D28 | D28 |

| G5 | Y5 | D28 · D28 | D28 |

| G5 | Y5 | D28 · D28 | D28 |

| G5 | Y5 | D28 · D28 | D28 |

| M23 | L2 |

| M23 | L2 |

| G5 | Y5 | D28 · D28 | D28 |

| G5 | Y5 | D28 · D28 | D28 |

| G5 | Y5 | D28 · D28 | D28 |

| G5 | Y5 | D28 · D28 | D28 |

| G5 | Y5 | D28 · D28 | D28 |

| G5 | Y5 | D28 · D28 | D28 |

| G5 | Y5 | D28 · D28 | D28 |

| G5 | Y5 | D28 · D28 | D28 |

| G39 | N5 | \| \| |
|     |    |       |

|  |

| G39 | N5 | \| \| |
|     |    |       |

|  |

| G39 | N5 | G5 | i | D28 | w |

| G39 | N5 | G5 | i | D28 | w |

| G39 | N5 | G5 | i | D28 | w |

| G39 | N5 | G5 | i | D28 | w |

| G39 | N5 | G5 | i | D28 | w |

| G39 | N5 | G5 | i | D28 | w |

| G39 | N5 | G5 | i | D28 | w |

| G39 | N5 | G5 | i | D28 | w |

| G39 | N5 | \| \| |
|     |    |       |

|  |

| G39 | N5 | \| \| |
|     |    |       |

|  |

| G39 | N5 | G5 | i | D28 | w |

| G39 | N5 | G5 | i | D28 | w |

| G39 | N5 | G5 | i | D28 | w |

| G39 | N5 | G5 | i | D28 | w |

| G39 | N5 | G5 | i | D28 | w |

| G39 | N5 | G5 | i | D28 | w |

| G39 | N5 | G5 | i | D28 | w |

| G39 | N5 | G5 | i | D28 | w |

## Fordítás
- Ez a szócikk részben vagy egészben  a   Menkauhor Kaiu című angol Wikipédia-szócikk ezen változatának fordításán alapul.  Az eredeti cikk szerkesztőit annak laptörténete sorolja fel. Ez a jelzés csupán a megfogalmazás eredetét és a szerzői jogokat jelzi, nem szolgál a cikkben szereplő információk forrásmegjelöléseként.